# Kanton Nancy-Sud
Kanton Nancy-Sud (fr. Canton de Nancy-Sud) byl francouzský kanton v departementu Meurthe-et-Moselle v regionu Lotrinsko. Tvořila ho pouze jižní část města Nancy. Zrušen byl po reformě kantonů 2014.